# Kanton Chavanges
Der Kanton Chavanges war bis 2015 ein französischer Wahlkreis im Département Aube und in der Region Champagne-Ardenne. Er umfasste 16 Gemeinden im Arrondissement Bar-sur-Aube; sein Hauptort (frz.: chef-lieu) war Chavanges. Die landesweiten Änderungen in der Zusammensetzung der Kantone brachten im März 2015 seine Auflösung.
Der Kanton Chavanges war 178,12 km² groß und hatte 1996 Einwohner (Stand 2012).

## Gemeinden
| Gemeinde                  | Einwohner ; (Stand: 2022) | Code postal | Code Insee |
| ------------------------- | ------------------------- | ----------- | ---------- |
| Arrembécourt              | 47                        | 10330       | 10010      |
| Aulnay                    | 110                       | 10240       | 10017      |
| Bailly-le-Franc           | 36                        | 10330       | 10026      |
| Balignicourt              | 57                        | 10330       | 10027      |
| Braux                     | 113                       | 10500       | 10059      |
| Chalette-sur-Voire        | 128                       | 10500       | 10073      |
| Chavanges                 | 580                       | 10330       | 10094      |
| Donnement                 | 73                        | 10330       | 10128      |
| Jasseines                 | 160                       | 10330       | 10175      |
| Joncreuil                 | 96                        | 10330       | 10180      |
| Lentilles                 | 128                       | 10330       | 10192      |
| Magnicourt                | 85                        | 10240       | 10214      |
| Montmorency-Beaufort      | 142                       | 10330       | 10253      |
| Pars-lès-Chavanges        | 47                        | 10330       | 10279      |
| Saint-Léger-sous-Margerie | 52                        | 10330       | 10346      |
| Villeret                  | 64                        | 10330       | 10424      |

## Bevölkerungsentwicklung
| 1962 | 1968 | 1975 | 1982 | 1990 | 1999 | 2006 | 2012 |
| ---- | ---- | ---- | ---- | ---- | ---- | ---- | ---- |
| 2430 | 2702 | 2425 | 2229 | 2170 | 2084 | 2041 | 1996 |